# Flatenbanan

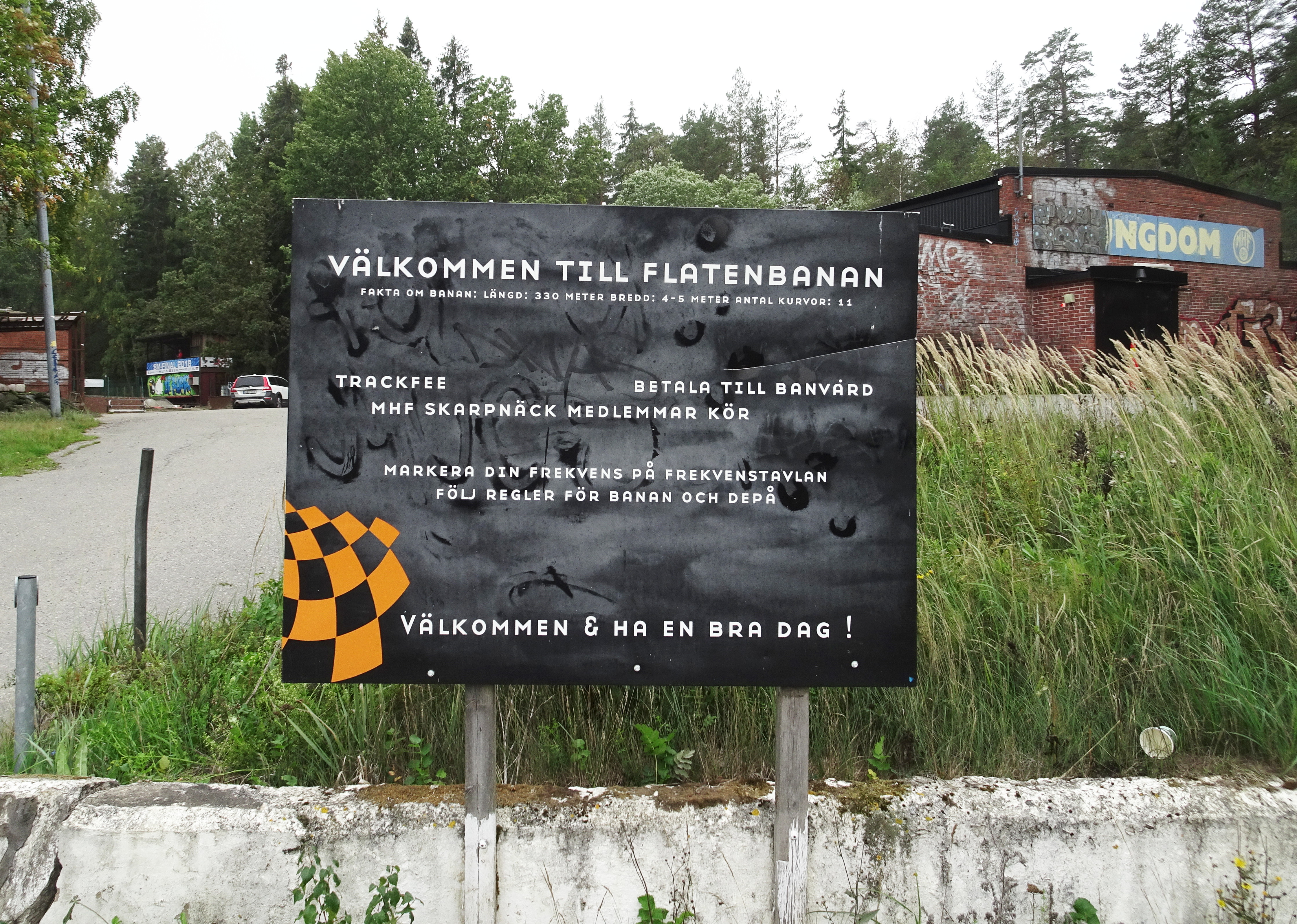
Entréskylt.

Flatenbanan är en tävlingsbana för radiostyrda modellbilar belägen vid Ältavägen 301 i stadsdelen Flaten i södra Stockholm. Banan ligger inom Flatens naturreservat.

## Historik

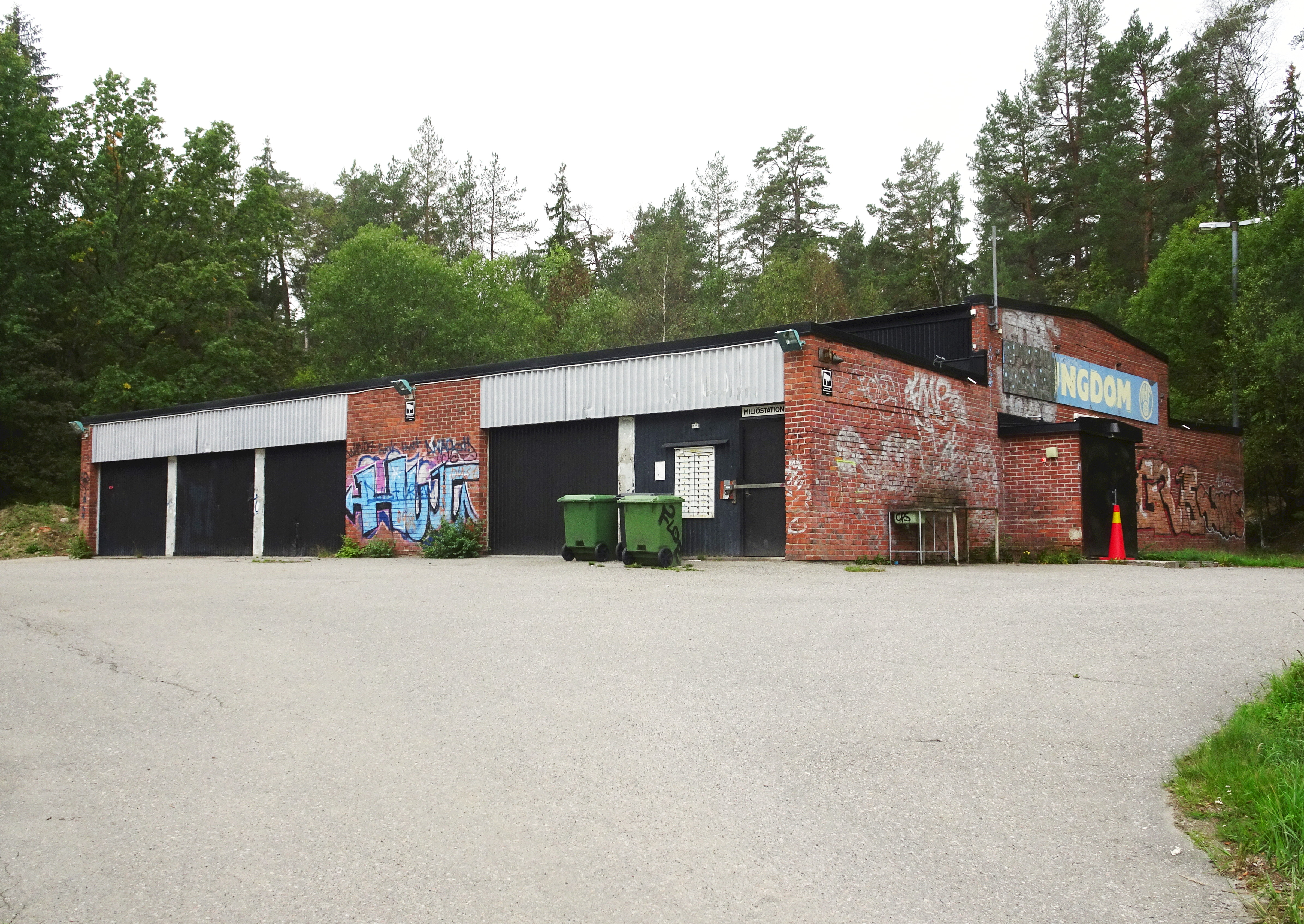
Före detta Ekstubbens motorgård.

På platsen fanns torpet ”Ekstubben” som lydde under godset Skarpnäcks gård. Här invigde 1972 Stockholmsraggarna en egen motorgård kallad ”Ekstubben”. Klubbhuset, som innehöll samlingsrum, klubbrum, kök och verkstad, existerar fortfarande och nyttjas numera av MHF Skarpnäck som klubbhus och inomhusbana för radiostyrda modellbilar.

## Anläggningen
Huvudbanorna består av en asfalterad utomhusbana "Trackbanan" med längd 330 meter och en grus-/konstgräsbana med längd 340 meter. Det finns även en kortare konstgräsbana "Green Hill" samt en 1:10 inomhusbana, båda avsedda för elbilar. Den senare används vintertid. Anläggningen drivs av MHF-U Skarpnäck som är en ungdomsavdelning av Motorförarnas helnykterhetsförbund. Klubben, som sorteras under Svenska Bilsportförbundet, har legat här ute sedan 1984. Alla får köra sina radiostyrda bilar på Faltenbanan, men klubbmedlemmar har företräde. MHF Skarpnäck brukar arrangera flera tävlingar under säsongen, de senaste åren har dessa varit deltävlingar i Sverige Cupen och Mittsvenska Cupen.

## Bilder

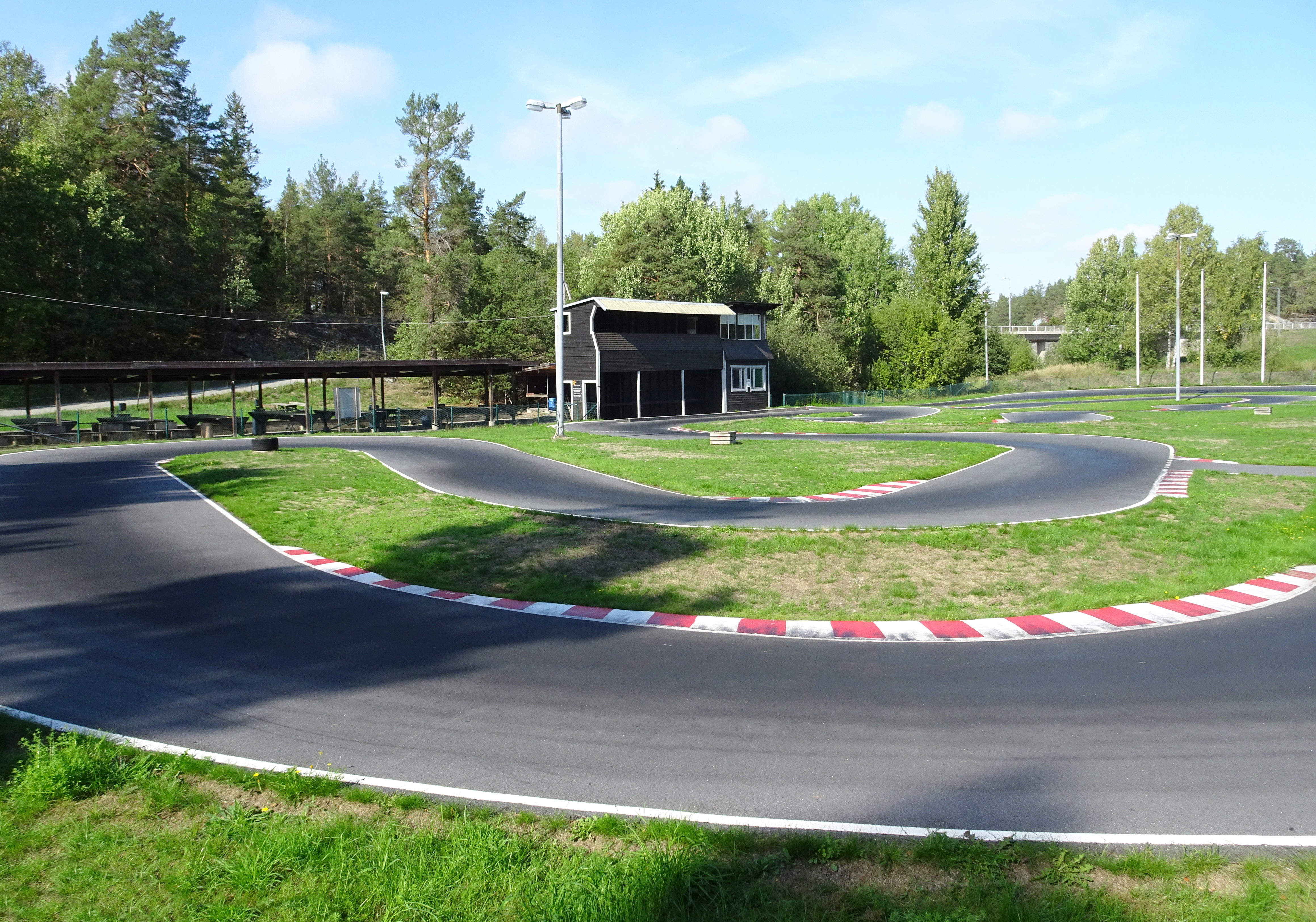
Asfaltbanan.
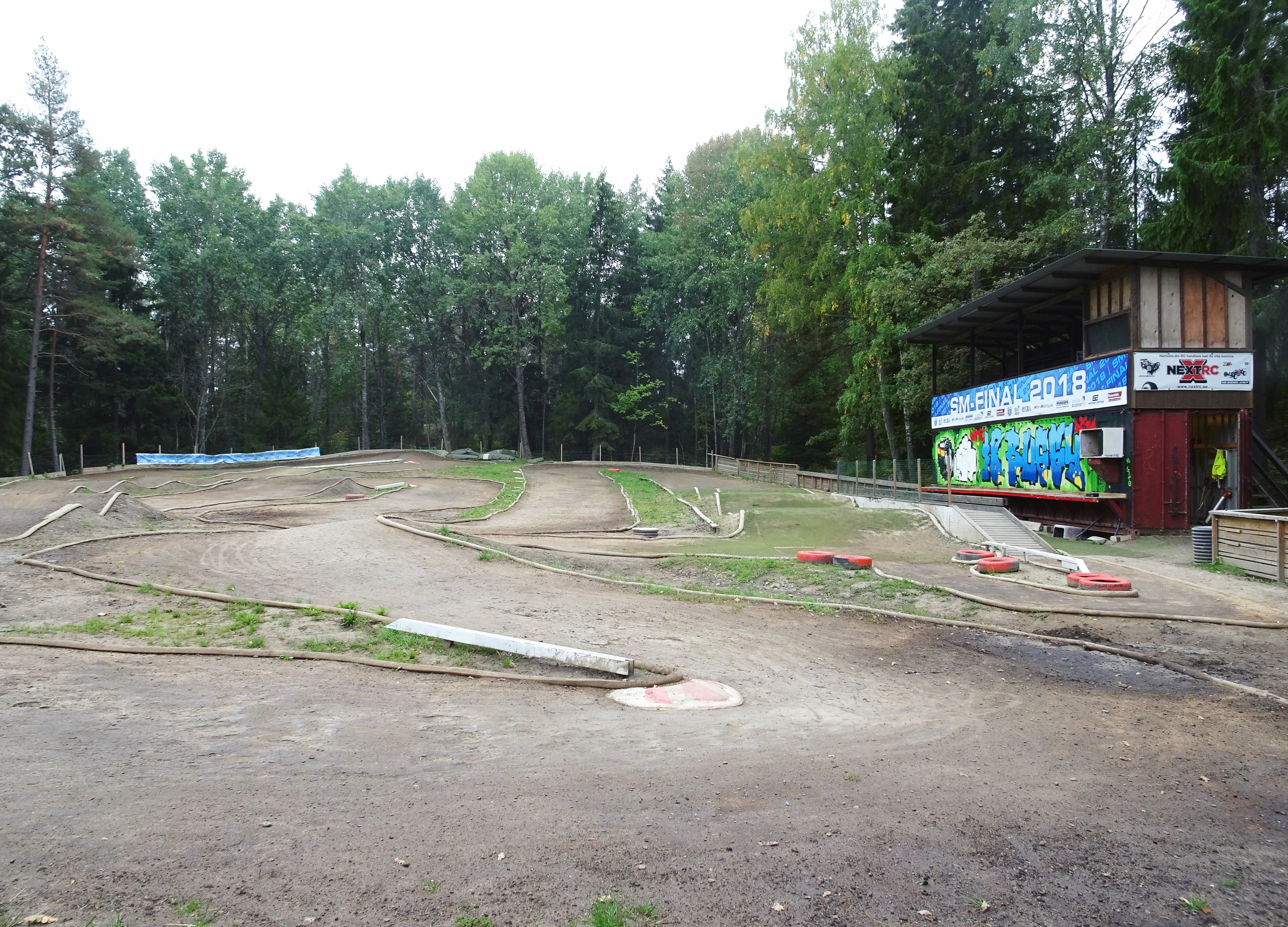
1:8 grusbanan.
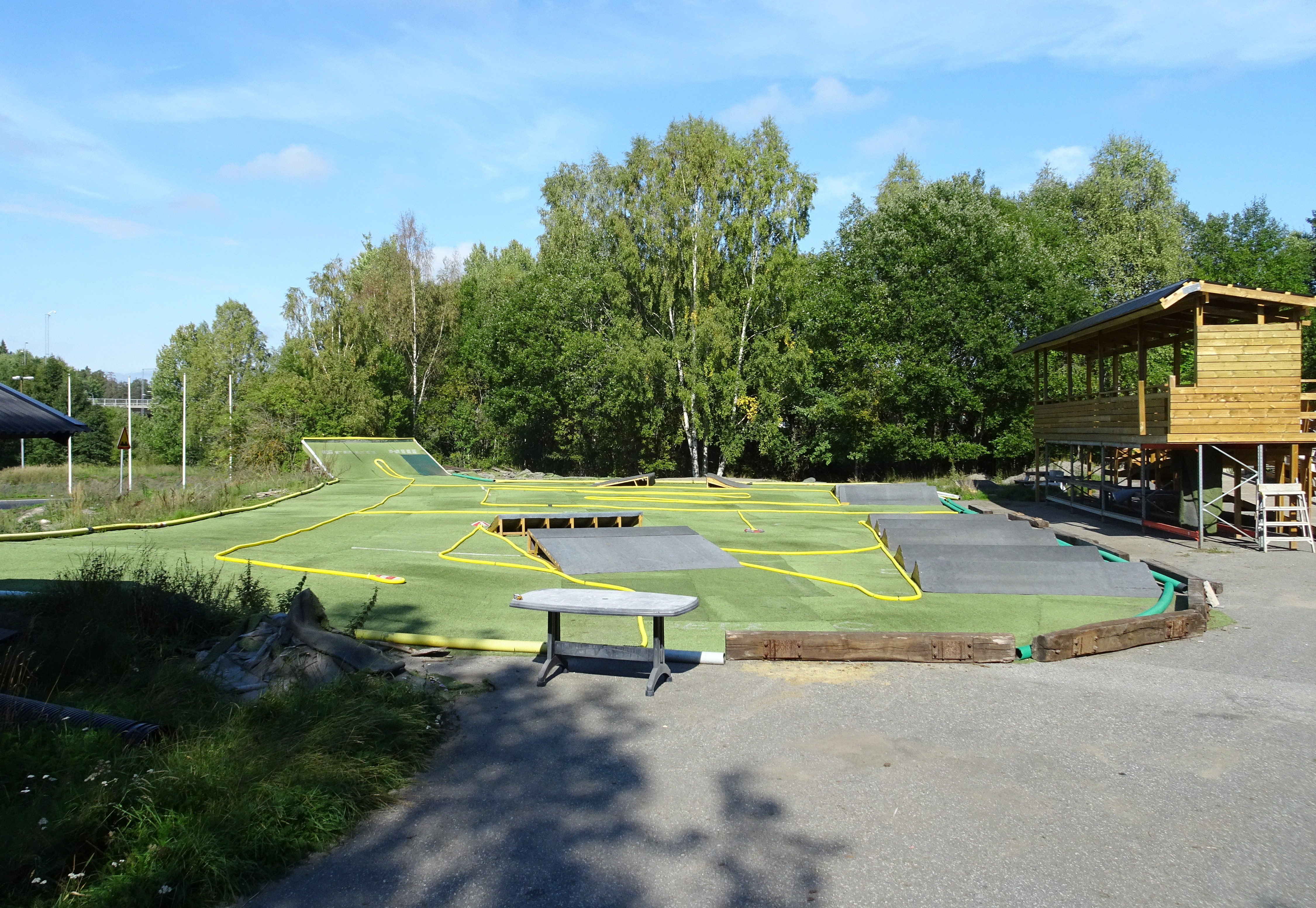
1:10 banan "Green Hill".
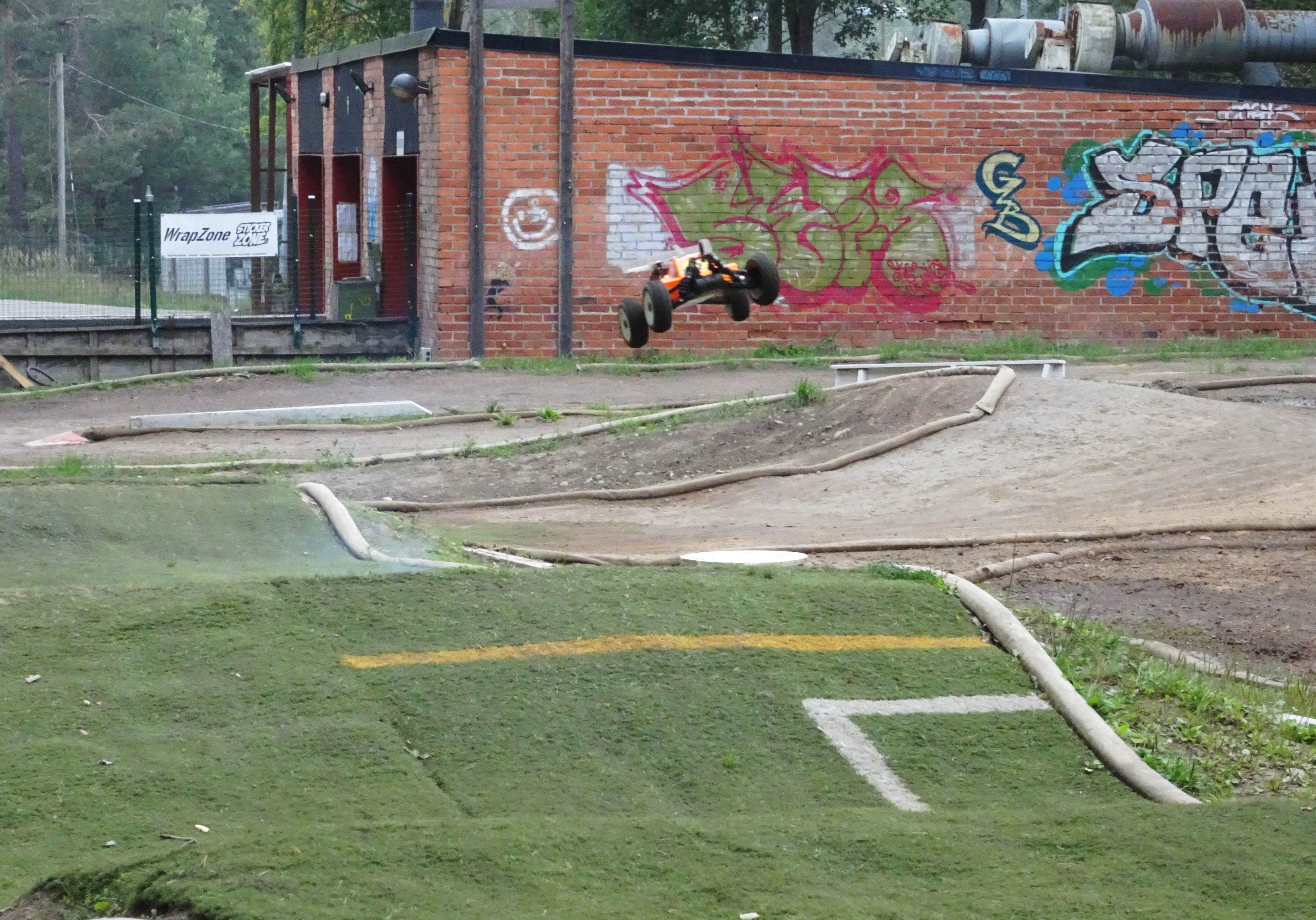
En tävlingsbil på 1:8 banan.
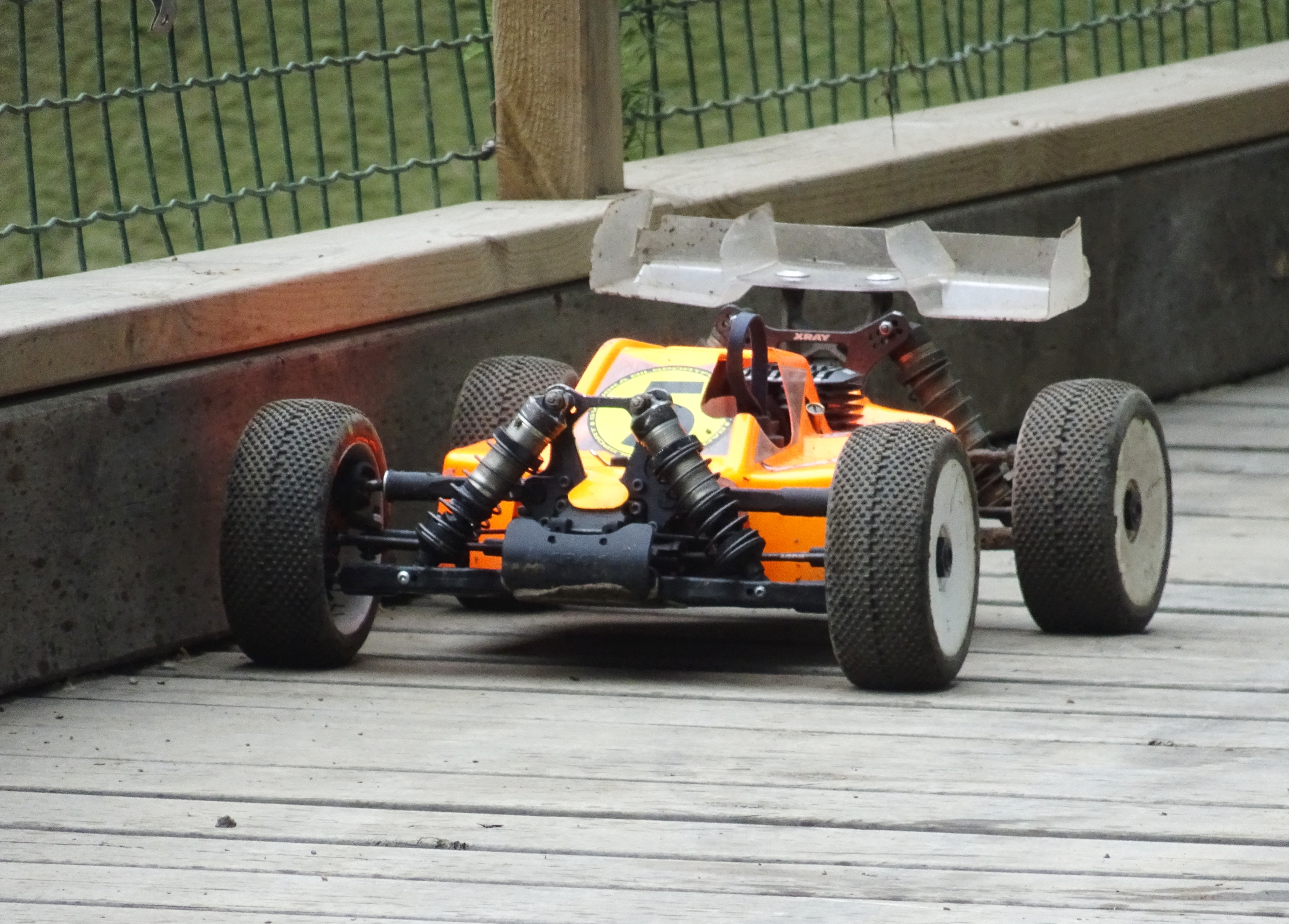
En tävlingsbil.